# Nousiainen
Nousiainen (Zweeds: Nousis) is een gemeente in de Finse provincie West-Finland en in de Finse regio Varsinais-Suomi. De gemeente heeft een landoppervlakte van 198,93 km² en telt 4.644 inwoners (2022).